# Zuzana Šostková

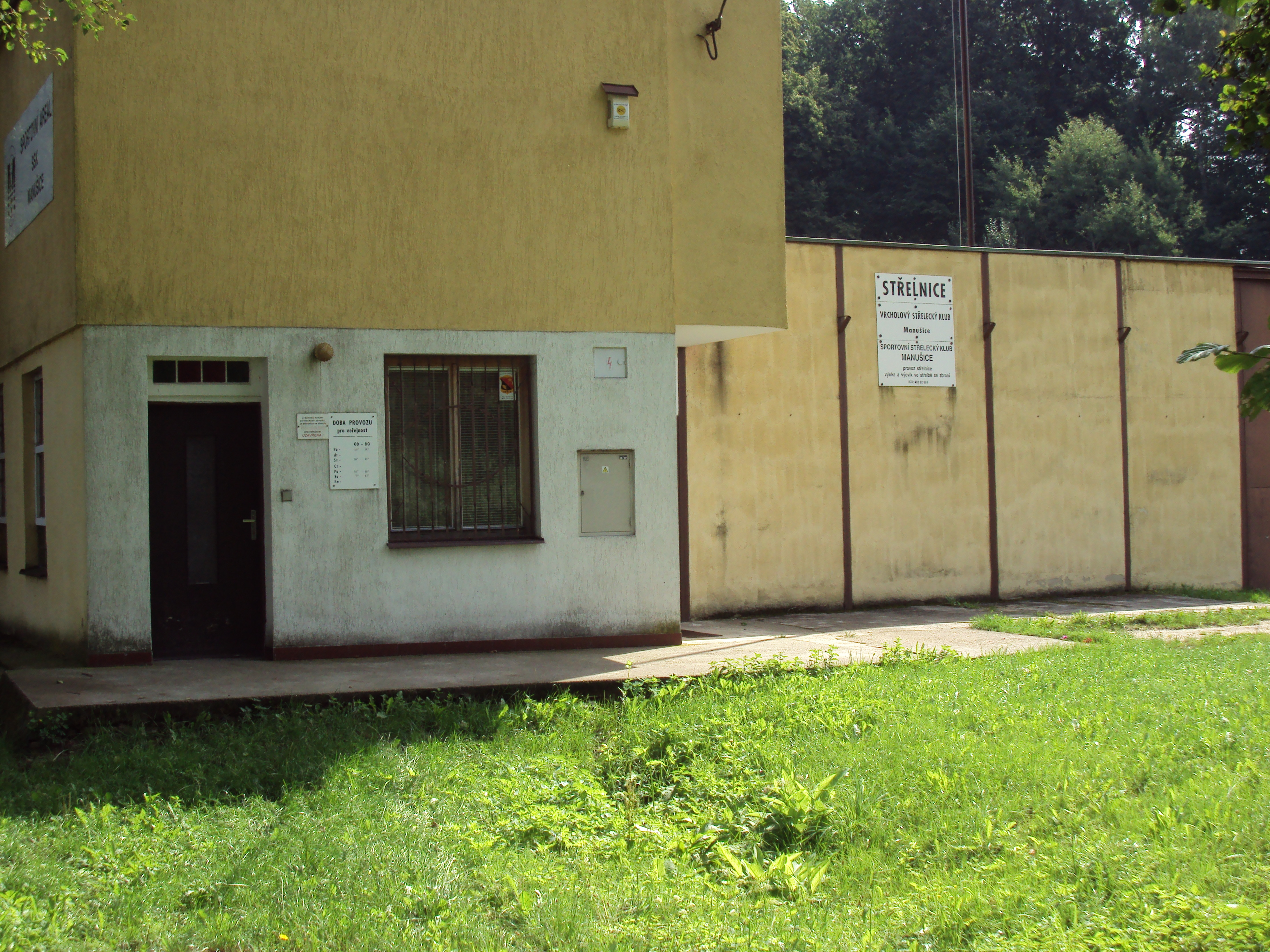
Budova u střelnice v Manušicích

Zuzana Šostková (* 21. srpna 1983 Česká Lípa) je mistryně České republiky a několikanásobná akademická mistryně světa ve sportovní střelbě.

## Mládí a studium
Do svých patnácti let preferovala hru na klavír, pak ji získala maminka na sportovní střelbu. Zuzana Šostková absolvovala bakalářské studium v Plzni a poté pokračovala magisterským v Brně, kde studium mohla skloubit i s tréninky a závody v tamním středisku vrcholového sportu. Je studentka německého a ruského jazyka na Filosofické fakultě Masarykovy univerzity v Brně. Z ruských autorů si oblíbila dílo Dostojevského.
Je členkou střeleckého sportovního klubu SSK Manušice. Klub má svou střelnici v Manušicích, vesničce připojené k České Lípě. Jejím trenérem je Stanislav Stupka.
Od roku 2015 učí na Základní škole Karla Hynka Máchy v Doksech okres Česká Lípa, kde vyučuje angličtinu a ruštinu. V roce 2016 se zasnoubila s Tomášem Cinibulkem, který také vyučuje na již zmíněné škole. V roce 2017 čeká dítě.

## Výčet největších úspěchů

### Bangkok 2007
Na Světové universiádě získala v disciplíně sportovní malorážka na 3x20 ran zlato v soutěži žen společně s Adélou Sýkorovou a Lucií Valovou

### Bangkok 2009
- Akademické letní mistrovství světa se konalo v Bangkoku. Společně s Adélou Sýkorovou a Lucií Valovou získala v disciplíně sportovní malorážka na 3×20 ran družstev zlatou medaili a získaly znovu titul akademické mistryně světa

### Peking 2010
- Akademické mistrovství světa se konalo v Pekingu na olympijské střelnici. Společně s Adélou Sýkorovou a Lucií Valovou získala v disciplíně sportovní malorážka na 60 ran vleže zlatou medaili a obhájila titul akademické mistryně světa

### Rok 2011
- V březnu 2011 zvítězila na závodech v Plzni Lobzích ve střelbě vzduchovkou na 40 ran. V základním závodě nastřílela 396 bodů a prvenství si udržela i mezi finálovou osmičkou střelkyň. Získala zlatou medaili a titul mistryně republiky.
- Součástí zmíněných závodů byla soutěž družstev. Jako členka týmu z Manušic získala 3. místo (bronzovou medaili) společně s kolegyněmi Kamilou Štěpánovou a Veronikou Kučerovou.
- Na druhých kontrolních závodech v Plzni počátkem června si nástřelem 396 bodů zajistila účast na Světovém poháru v Mnichově.[2]
- Počátkem července na Akademickém Mistrovství České republiky v Plzni získala tři medaile, bronzy za střelbu ze vzduchovky a střelbu z malorážky, zlato a s ohledem na věk i poslední možný titul Akademické mistryně ČR ve střelbě na 3x20 ran z malorážky.
- V polovině června dostala možnost reprezentovat na Světovém poháru v Mnichově, kde však v konkurenci nejlepších střelkyň planety na stupně vítězů nedosáhla. Získala však nominaci na Universiádu v Číně.[3]
- Na univerziádě v Shengzenu (Čína) tříčlenné družstvo ve složení Zuzana Šostková, Adéla Sýkorová a Klára Bartošová získalo bronzové medaile ve střelbě ze vzduchové pušky.[4]

### Rok 2012
Závodí již v kategorii dospělých, stále za manušický střelecký klub.
- Velká cena Stráže nad Nisou – 2. místo
- Grand Prix Liberec – 1. místo [5]

### Rok 2013
- MS republiky v Plzni – 4. místo v jednotlivcích, 3. místo v družstvech.[6]
- V srpnu zvítězila v finále Českého poháru
- V září získala titul mistryně republiky ve sportovní malorážce na 60 ran.[7]